# Castelo de Rolle

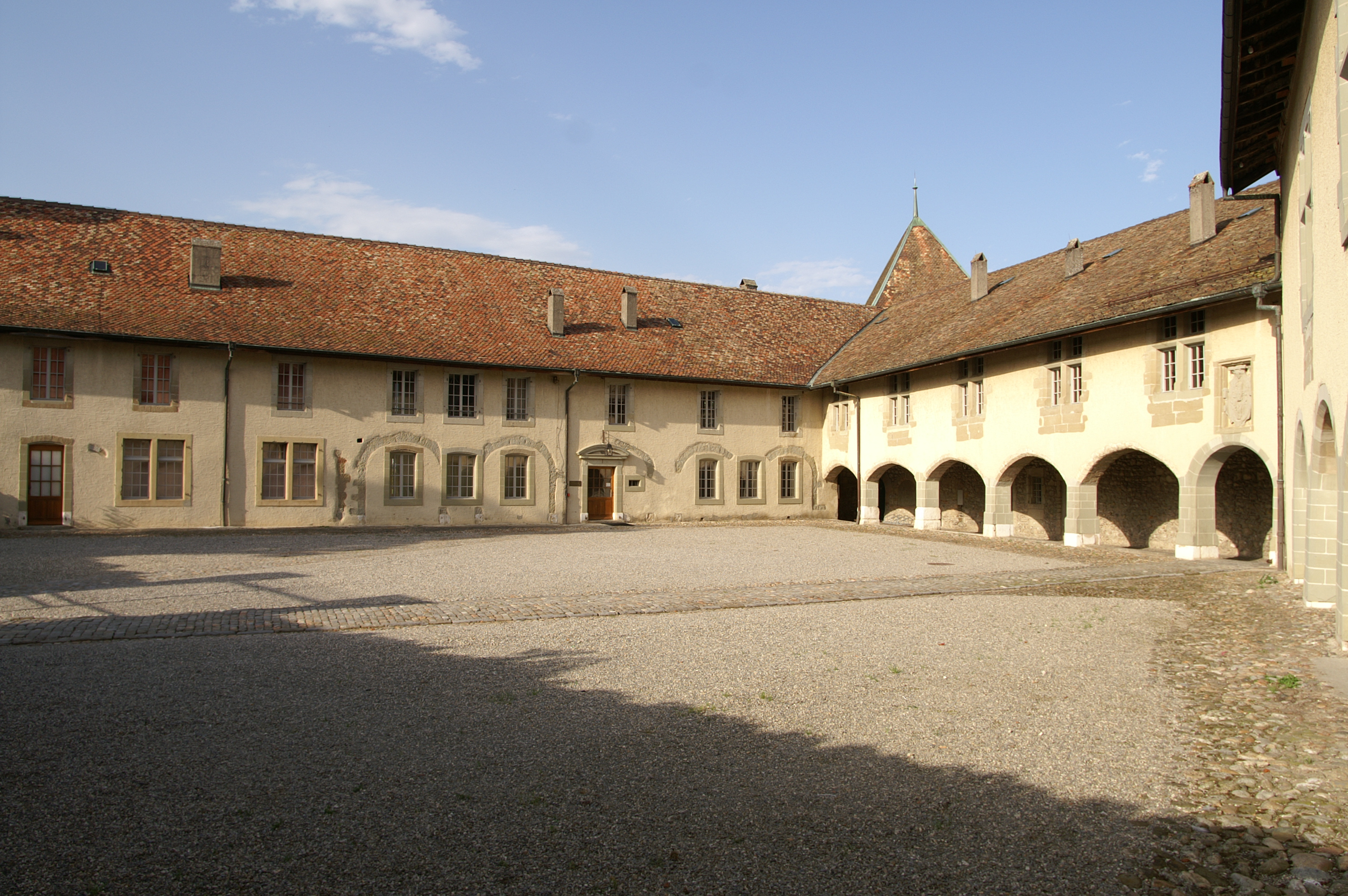
Páteo interno do castelo

Castelo de Rolle (em francês:  Château de Rolle) é um castelo em estilo medieval, localizado em Rolle, no cantão de Vaud, Suíça.

## História
Em 1261, os Senhores de Mont planejaram construir uma cidade ao longo do lago que competisse com Aubonne e Saint-Prex. Por volta de 1264, o Castelo de Rolle foi construído com o nome de Castrum de Ruello para proteger o cais do lago. No entanto, a cidade planejada nunca foi construída pela família Mont. Em 1291, o castelo passou para a ser propriedade do conde Amadeus V de Sabóia, que o concedeu a várias famílias como feudo. Em 1319 Amadeus V de Sabóia finalmente construiu uma cidade ao redor do castelo, e em 1330 a cidade foi nomeada Ruelloz.
Durante a invasão de Berna, os castelos Le Rosey e Rolle foram atacados e queimados.
Em 1558, o comerciante Hans Steiger, que já era o senhor de Mont-le-Grand, adquiriu o baronato de Rolle. Sua família manteve a propriedade até a Revolução Francesa. O baronato incluía a cidade de Rolle (exceto o feudo de Les Uttins, que pertencia até o século 18 à família La Harpe), Tartegnin, Vinzel, Luins, metade de Essertines-sur-Rolle, algumas casas em Begnins, e na região de Vincy e Saint-Vincent (agora Gilly), Bursinel. Em 1615 eles adquiriram Le Rosey Castle, Dully e Le Vaud.
Após a invasão francesa da Suíça em 1798, Rolle tornou-se a sede do distrito com o mesmo nome. Em 1799 a República Helvética comprou o castelo para o município e utilizou-o até 1974 como sede do governo.

## Imagens

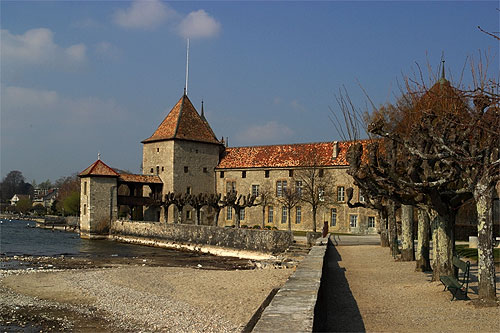
Visto do cais Norte
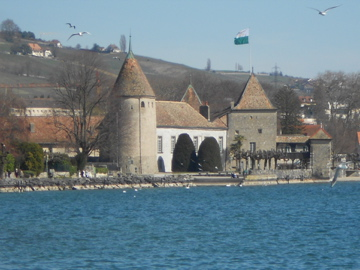
Visto do pontão a Sul
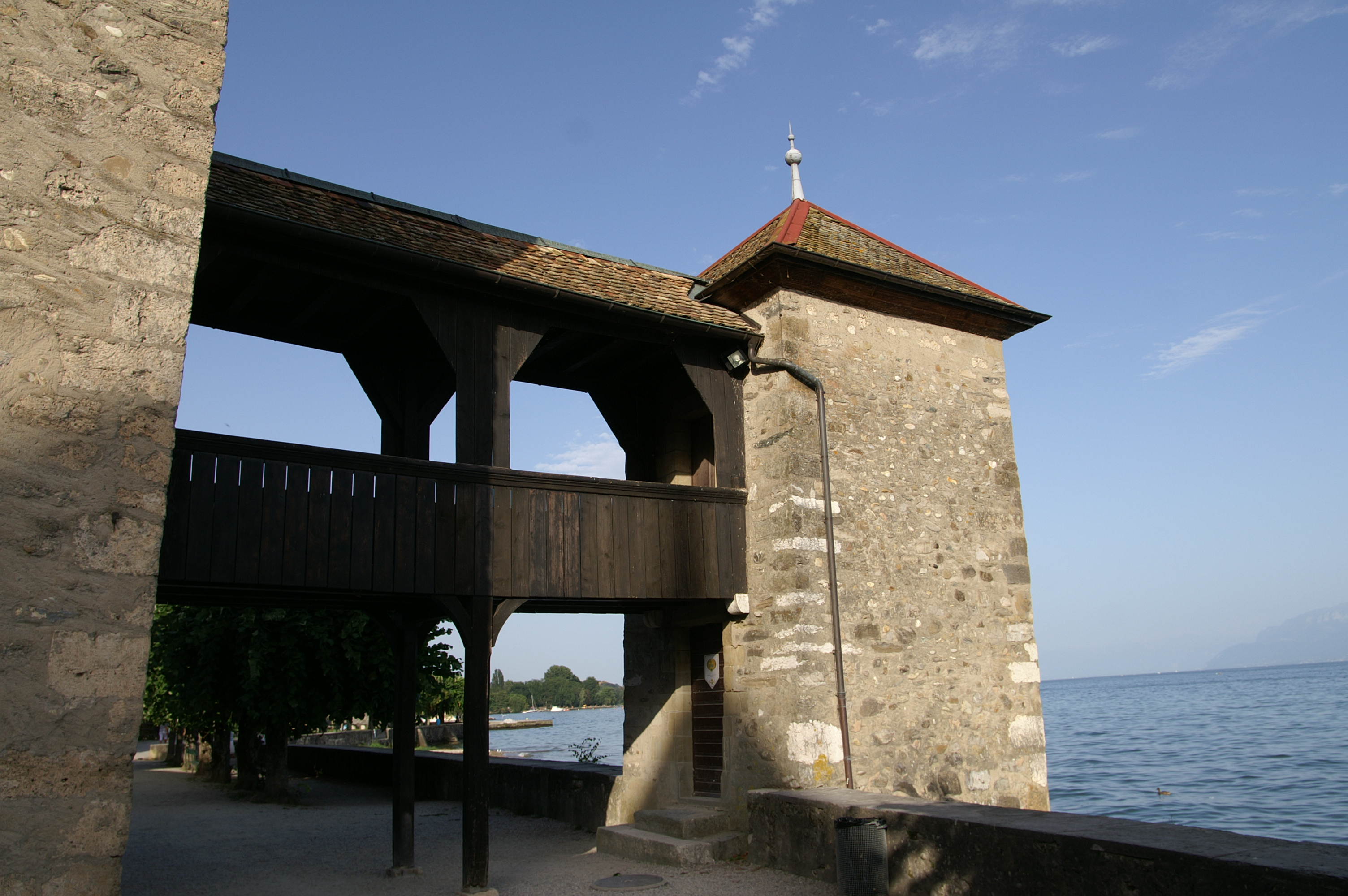
Detalhe
- Imagens do local